# Henri Frans de Ziel Cultuurprijs
De Henri Frans de Ziel Cultuurprijs, ook wel Trefossa Cultuurprijs / Trefossaprijs, is een Surinaamse literatuurprijs. De prijs is een initiatief van de Henri Frans de Ziel Stichting.
Henri de Ziel, pennaam Trefossa (1916-1975), was een bekend Surinaams dichter. Hij is de bedenker van het woord Srefidensi (Surinaamse onafhankelijkheid; srefi = zelf; densi = bestemming). Ook schreef hij de tekst van het Surinaamse volkslied.
De uitreiking vindt jaarlijks plaats tijdens de Trefossa-avond, in samenwerking van de stichting met Self Reliance. De stichting organiseert ook nog andere activiteiten, zoals samen met de subcommissie Jubileumjaar 2023 een opstelwedstrijd voor VOJ-jongeren onder de naam Inheemsen, Slaven, Immigranten en WIJ.

## Gedecoreerden
De Trefossa-avond vindt sinds 2009 plaats. De cultuurprijs wordt tweejaarlijks uitgereikt.
- 2009: Onbekend (of de eerste keer niet uitgereikt)
- 2011: Ismene Krishnadath, schrijfster[7]
- 2013: Celestine Raalte, dichteres[8]
- 2015: Rappa, pennaam van Robby Parabirsing, prozaschrijver en columnist[9]
- 2017: Jit Narain, dichter[10]
- 2021: Onbekend (of niet uitgereikt tijdens coronapandemie)
- 2023: Sombra, pennaam van Stanley Richard Slijngard, dichter[3]
- 2025: Cynthia Mc Leod-Ferrier, schrijfster[11]